# برجوان
ابوالفتوح بَرجَوان استاد (؟ – ۳۹۰ ق/ ۲۵ یا ۲۶ مارس ۱۰۰۰) خواجه‌ای بود که در سال‌های آغازین خلافت خلیفه فاطمی، الحاکم، برای مدتی کوتاه عملاً حکومت مصر را در دست داشت. او خواجه‌ای با اصالتی نامشخص بود که در دربار خلیفه عزیز زندگی می‌کرد. عزیز او را به‌عنوان سرپرست فرزند و ولیعهدش، الحاکم، منصوب کرد. با به تخت نشستن الحاکم در سال ۳۸۶ ق/۹۹۶ م، برجوان در آغاز نقش قیّم خلیفهٔ جوان را ایفا کرد، و تا سال ۳۸۷ ق/۹۹۷ م قدرت را به‌عنوان «واسطه» به‌دست گرفت. او این قدرت را به مدت چهار سال حفظ کرد تا اینکه به دستور حاکم که از او کینه به دل داشت، اعدام شد.

## زندگی

### خاستگاه و رسیدن به قدرت
اصل و نسب برجوان نامشخص است: ابن خَلَّکان در کتاب رجال خود او را «سیاه‌پوست» (أسود اللون) معرفی می‌کند، در حالی که مؤرخانی مانند ابن القلانسی و مقریزی معتقدند او «سفیدپوست» (أبیض اللون) بوده است. مقریزی به‌ویژه تصریح می‌کند که برجوان یا اهل سیسیل (صِقِلّی) بوده یا از قوم اسلاو (صَقلَبی)، چنان‌که هر دو روایت در نسخه‌های خطی کتابش دیده می‌شود. او خواجه‌ای بود که به‌عنوان برده در دربار خلیفه العزیز بالله (خلافت: ۹۷۵–۹۹۶ م) پرورش یافت و در همان‌جا به مقام سرپرست دربار رسید. پیش از درگذشت عزیز، برجوان به‌عنوان آموزگار پسر و ولیعهدش، منصور (که بعدها به عنوان حاکم بأمرالله شناخته شد) منصوب شد. از همین‌رو، او با عنوان «استاد» که لقب رایج خواجه‌های آموزگار شاهزادگان بود، نیز یاد شده است.  در سال ۹۹۶ م، برجوان همراه با شاگردش به بلبیس رفت، جایی که عزیز – در میانهٔ آمادگی برای لشکرکشی علیه امپراتوری بیزانس – بیمار شده و در آستانهٔ مرگ بود. بنا بر روایات تاریخی، پس از درگذشت عزیز، برجوان شتابان به‌سوی شاگردش رفت. او را دید که مشغول بازی روی درختی بود. برجوان عمامه‌ای جواهرنشان بر سر او نهاد، زمین را بوسید و او را با عنوان «امیرالمؤمنین» سلام داد.
پس از مرگ العزیز، بربرهای کُتامه ــ که سربازان شیعه‌ای بودند و به‌طور سنتی ستون فقرات ارتش فاطمیان را تشکیل می‌دادند اما به‌تدریج جای خود را به گروه‌های دیگر، به‌ویژه ترکان و دیلمیان مزدور از شرق جهان اسلام یا «مشارقه» (یعنی «شرقی‌ها») داده بودند ــ از فرصت جانشینی خلیفهٔ نوجوان، الحاکم، استفاده کردند تا خواستار به‌دست گرفتن کنترل حکومت شوند. عیسی بن نسطورس، وزیر مسیحی العزیز، برکنار شد (و کمی بعد اعدام گردید) و به جای او فرماندهٔ کهنه‌کار الحسن بن عمّار منصوب شد، با عنوان «واسطه» (و نه وزیر کامل)، که معنای آن «میانجی» است.
ابن عمّار بلافاصله پس از به‌دست گرفتن قدرت، دولت را با بربرهای شیعه پر کرد، که به‌طور عملی به چپاول خزانهٔ عمومی پرداختند. تلاش‌های بربرها برای کنار زدن سایر گروه‌های ذی‌نفوذ ــ نه تنها ترکان و دیگر اقوام گوناگون موجود در ارتش، بلکه دیوان‌سالاری غیرنظامی که حقوق آن نیز کاهش یافت ــ باعث شد که نه تنها مشارقه (شرقی‌ها)، بلکه برجوان نیز که خود در سودای قدرت بود، ناراضی و نگران شوند. برجوان با منجوتکین، فرماندار ترک‌تبار فاطمی در دمشق تماس گرفت و او را دعوت کرد تا به سوی مصر لشکرکشی کرده و ابن عمّار را برکنار کند. منجوتکین پذیرفت، اما در اشقلون به دست نیروهای ابن عمّار به فرماندهی سلیمان بن جعفر بن فلاح شکست خورد و به اسارت درآمد. با این حال، برجوان به‌زودی متحد جدیدی یافت: جَیش بن سَمسَمه، فرماندار طرابلس، که توسط ابن فلاح برکنار شده و جای خود را به برادر او داده بود. جیش و برجوان با گردآوردن شماری از سران ناراضی بربر، در قاهره دست به قیام زدند. ابن عمّار ناچار به فرار شد و برجوان در ۴ اکتبر ۹۹۷ جای او را به‌عنوان واسطه گرفت.

### حکومت مصر و مرگ
در دوران قدرت‌یابی‌اش، برجوان تلاش کرد میان دو جناح توازن برقرار کند و تعادلی را که در دورهٔ العزیز وجود داشت، بازگرداند. از این رو، او سیاست جانبدارانهٔ آشکار ابن عمّار را معکوس کرد و خواسته‌های مشارقه (شرقی‌ها) برای دست‌یابی به مناصب و حمایت مالی را برآورده ساخت، در حالی که در عین حال مراقب بود کُتامه را نیز راضی نگه دارد. در همین راستا، او ابن عمّار را بخشید، حقوق ماهانهٔ ۵۰۰ دینار طلای او را بازگرداند، و جیش بن سمسمه را به فرمانداری دمشق منصوب کرد. با این حال، قدرت گرفتن برجوان آغازگر افول قطعی نفوذ کتامه در حکومت فاطمی بود. در همان زمان، برجوان دیگر خواجه‌های درباری را به بسیاری از مناصب عالی در پایتخت و ولایات گماشت و با منصوب کردن افراد از خاستگاه‌های گوناگون، شبکه‌ای گسترده از حمایت سیاسی برای خود ایجاد کرد. او برای مقام مدیر اصلی دولت، یک مسیحی به نام فهد بن ابراهیم را برگزید.
در زمان قدرت‌گیری برجوان، استان‌های شام در وضعیتی آشفته بودند. شهر صور به رهبری دریانوردی به نام علّاقه [در شورش صور ۹۹۶–۹۹۸] سر به شورش برداشت، مُفرّج بن دغفل بن الجراح، رئیس قبیلهٔ بادیه‌نشینان، تلاش کرد شهر رمله را تصرف کند، و در شمال سوریه نیز درگیری‌ای با امپراتوری بیزانس بر سر کنترل بر امارت حمدانی حلب در جریان بود. به فرماندهی جیش بن سمسمه، فاطمیان در ژوئن ۹۹۸ توانستند شورش در صور را سرکوب کنند، هرچند که ساکنان شهر از ناوگان دریایی بیزانس درخواست کمک کرده بودند. آنان همچنین موفق به مهار مفرّج و نیروهای بادیه‌نشین او شدند. جیش سپس به یاری شهر افامیه شتافت، که در محاصرهٔ فرماندار (دوکس) بیزانسی آنتاکیه، دامیان دالاسنوس، قرار داشت. در نبردی که در پی آمد، فاطمیان به پیروزی بزرگی دست یافتند و دالاسنوس کشته شد. شکست او امپراتور باسیلیوس دوم را واداشت که در سال بعد شخصاً لشکری به سوریه ببرد. او مناطق حمص، بیروت و طرابلس را غارت کرد، هرچند نتوانست طرابلس را فتح کند. با این حال، هر دو قدرت بزرگ مایل به ادامهٔ جنگ در منطقه نبودند و به‌واسطهٔ پاتریارک ارتدوکس یونانی اورشلیم، در سال ۱۰۰۱ م آتش‌بسی برقرار شد که وضع موجود (status quo) را تأیید کرد و آغازگر دوره‌ای طولانی از روابط مسالمت‌آمیز (اگرچه نه همیشه بی‌تنش) میان دو امپراتوری بزرگ مدیترانهٔ شرقی بود. برجوان همچنین در سرکوب ناآرامی در برقه و بازگرداندن کنترل فاطمیان بر شهر طرابلس (در لیبی کنونی) موفق بود. او خواجه‌هایی را به‌عنوان فرماندار این دو شهر منصوب کرد، اما تصرف طرابلس چندان نپایید و پیامدهای ناخواسته‌ای داشت، زیرا نیروهای فاطمی درگیر درگیری با بربرهای صنهاجه بر سر کنترل آن شدند. این موضوع روابط فاطمیان با زیریان را، که پس از انتقال پایتخت به مصر، ولایت‌های قدیمی فاطمیان در افریقیه و مغرب به آنان سپرده شده بود، دچار تنش کرد و به فاصله‌گیری تدریجی زیریان از فاطمیان انجامید.
برجوان اشتباه بزرگی مرتکب شد و همچنان الحاکم را چون شاگرد خود می‌پنداشت؛ با او با نوعی تکبّر رفتار می‌کرد و حتی جرأت یافت سواری‌اش را محدود کند و بر هدایایی که او پخش می‌کرد نظارت و محدودیت اعمال کند. این رابطهٔ پرتنش، زمانی بدتر شد که به گزارش النویری، الحاکم متوجه شد که برجوان او را «مارمولک» (سوسمار) می‌نامد. در نتیجه، الحاکم نفرت شدیدی از وزیر قدرتمند خود پیدا کرد؛ نفرتی که با تحریک خواجهٔ دیگر دربار، یعنی ابوالفضل رَیدان صقلبی، بیشتر شد. ریدان او را هشدار داد که برجوان ممکن است به کافور دومی تبدیل شود؛ همان برده‌ای که پس از مرگ بنیان‌گذار دودمان اخشیدیان، عملاً زمام حکومت مصر را در دست گرفت. بدین‌سان، در شب ۱۶/۱۷ ربیع‌الثانی سال ۳۹۰ هجری قمری (مطابق با ۲۵ مارس ۱۰۰۰ میلادی)، ریدان به دستور الحاکم، شکم برجوان را با خنجر درید و او را به قتل رساند.
این قتل در میان نخبگان و تودهٔ مردم نارضایتی و نگرانی ایجاد کرد، چرا که بیم آن می‌رفت تعادل سیاسی‌ای که برجوان برقرار کرده بود از هم بپاشد. با این حال، الحاکم توانست مردم را آرام کند و با نمایش قدرت در برابر جمعیت مسلح بر دروازه‌های کاخ، اقتدار خود را تحکیم بخشد. او با توجیه قتل، آن را حق خلیفه دانست و برجوان را به دسیسه‌چینی علیه خود متهم کرد و از مردم خواست که در جوانی و بی‌تجربگی‌اش یاری‌اش دهند. الحاکم از این پس خود ادارهٔ حکومت را به دست گرفت، ولی برای حفظ تداوم امور، فهد بن ابراهیم را در رأس دیوان‌سالاری نگاه داشت. با این حال، در طول خلافتش کوشید تا قدرت وزرا را محدود کند، مرتباً آن‌ها را تغییر داد و از پاک‌سازی در میان مقامات بلندپایه ابایی نداشت؛ شماری از مقامات برجسته نیز قربانی این اقدامات شدند. چنان‌که فرهاد دفتری می‌نویسد، برجوان تنها نخستین نفر در «فهرست بلندی از وزرا، واسطه‌ها، فرماندهان و دیگر بلندپایگان» بود که به فرمان الحاکم جان باختند.
برجوان به عنوان «مردی صاحب‌ذوق و دلبستهٔ لذت‌های دنیوی» شناخته می‌شد (به نقل از برنارد لوئیس). بنا بر گزارش ابن خلّکان، پس از مرگ او، در خزانهٔ لباس‌هایش «هزار شلوار دابقی، هزار کمربند ابریشمی (تِکّه)، و مقدار عظیمی لباس، اثاثیه، سازهای موسیقی، کتاب و اشیای نفیس و نادر» یافت شد. او حامی موسیقی‌دانان و شاعران بود و خانه‌اش محل رفت‌وآمد آنان به‌شمار می‌رفت. یکی از خیابان‌های قاهره به نام او نام‌گذاری شد و این نام تا سدهٔ هفتم هجری (سیزدهم میلادی) همچنان باقی بود.